# Gioele Celerino
Gioele Celerino (Asti, 4 ottobre 1993) è un rugbista a 13 ed ex rugbista a 15 italiano, di ruolo seconda linea, internazionale per l'Italia.

## Biografia
Gioele inizia a giocare a rugby all'età di 15 anni, venendo dal mondo del calcio. Non essendo propriamente portato per la palla rotonda, decide di provare con quella ovale, giocando con l'Under-16 e l'Under-17 ad Asti, prima di passare all'Under-20 dei Crociati, qualificatisi terzi nel campionato Under-20 nazionale. Nel 2012 si trasferisce a Catania nel San Gregorio per disputare la stagione di serie A1 2012-13. Tuttavia, a causa del ritiro del club dal campionato durante la stagione regolare per motivi economici, è costretto ad accasarsi all'Asti in serie B.
Dopo l'esperienza nel rugby a 13 tra le file dei North West Roosters di Saluzzo come seconda linea, riuscendo ad arrivare con la propria squadra in finale, viene convocato per rappresentare l'Italia alla Coppa del Mondo di rugby a 13 2013, senza però disputare nessuna partita. È l'unico giocatore nato in Italia a far parte del gruppo e uno dei soli due giocatori selezionati dai campionati nazionali, insieme a Fabrizio Ciaurro. Tuttavia, il suo debutto in Nazionale fu precedente alla Coppa del Mondo, in un match di European Shield contro la Russia.
Dopo l'esperienza nel rugby league ritorna al rugby a 15, militando durante la stagione di serie A2 2013-14 nell'Amatori Alghero. Nell'estate 2014 fa parte del primo gruppo che comincia ad allenarsi a Parto sotto la guida di Jean Luc Sans per disputare la stagione d'Eccellenza 2014-15 con I Cavalieri.
Nel 2016 firma un contratto con i Newcastle Thunder, squadra che compete nel campionato di terzo livello inglese. Nel biennio 2016-17 viene ingaggiato dai Saluzzo Roosters, insieme a Mirco Bergamasco, per disputare il campionato italiano e la Division nationale 2 nel girone Provence-Alpes-Cote d'Azur (PACA) League B. Nel luglio 2017 si trasferisce in Australia nei Tully Tigers nel campionato Cairns District Rugby League. Nell'ottobre 2017 viene selezionato nuovamente in Nazionale alla Coppa del Mondo di rugby a 13 2017. Nel 2018 raggiunge il suo compagno di nazionale Terry Campese ai Queanbeyan Blues.